# السنديانة (عكار)
السنديانة قرية تتبع منطقة الدريب في قضاء عكار في لبنان.